# Voleibol de praia nos Jogos Centro-Americanos e do Caribe de 2018 - Masculino
O torneio de voleibol de praia masculino dos Jogos Centro-Americanos e do Caribe de 2018 foi a 6ª edição desta variante organizado pela ODECABE e Comité Olímpico Colombiano, em parceria com a NORCECA  realizado no período de 28 de julho a 2 de agosto com as partidas realizadas no Centro de Eventos del Caribe Puerta de Oro na capital da Barranquilla, Colômbia. Mais de 20 duplas estiveram participando do torneio.com participação de representantes de 26 países, totalizando 22 duplas inscritas.

## Formato da disputa
O torneio foi dividido em duas fases: fase classificatória e fase final. 
Na fase preliminar as 22 duplas participantes foram divididas em seis grupos de 4 equipes e apenas dois com tres participantes, cada grupo foi jogado com um sistema de todos contra todos e as duplas foram classificadas de acordo com os seguintes critérios:

## Fase classificatória
Classificação

## Grupo A
|     |                                   |     | Jogos | Jogos | Jogos | Sets | Sets | Sets  | Pontos | Pontos | Pontos |
| Pos | Equipe                            | Pts | T     | V     | D     | V    | P    | R     | V      | P      | R      |
| --- | --------------------------------- | --- | ----- | ----- | ----- | ---- | ---- | ----- | ------ | ------ | ------ |
| 1   | Johan Murray–Jorge Luis Manjarrés | 6   | 3     | 3     | 0     | 6    | 0    | MAX   | 84     | 52     | 1.615  |
| 2   | Shawn Seabrookes–St Clair Hodge   | 5   | 3     | 2     | 1     | 4    | 2    | 2.000 | 72     | 76     | 0.947  |
| 3   | Juan Menjivar–Kevin Flores        | 4   | 3     | 1     | 2     | 2    | 4    | 0.500 | 56     | 84     | 0.667  |

Resultados
| 28 jul | 18:00 | Shawn Seabrookes–St Clair Hodge   | 2-0 | Juan Menjivar–Kevin Flores      | 21-19, 21-15 | Relatório |
| 28 jul | 09:50 | Johan Murray–Jorge Luis Manjarrés | 2-0 | Juan Menjivar–Kevin Flores      | 21-10, 21-12 | Relatório |
| 29 jul | 09:50 | Johan Murray–Jorge Luis Manjarrés | 2-0 | Shawn Seabrookes–St Clair Hodge | 21-11, 21-19 | Relatório |

## Grupo B
|     |                                      |     | Jogos | Jogos | Jogos | Sets | Sets | Sets  | Pontos | Pontos | Pontos |
| Pos | Equipe                               | Pts | T     | V     | D     | V    | P    | R     | V      | P      | R      |
| --- | ------------------------------------ | --- | ----- | ----- | ----- | ---- | ---- | ----- | ------ | ------ | ------ |
| 1   | Sergio González –Nivaldo Díaz        | 6   | 3     | 3     | 0     | 6    | 0    | MAX   | 84     | 54     | 1.556  |
| 2   | Cristian Encarnación–Daniel Quiñones | 5   | 3     | 2     | 1     | 4    | 2    | 2.000 | 72     | 72     | 1.000  |
| 3   | Patrico Grant–Christopher Walter     | 4   | 3     | 1     | 2     | 2    | 4    | 0.500 | 54     | 84     | 0.643  |

Resultados
| 28 jul | 09:50 | Cristian Encarnación–Daniel Quiñones | 2-0 | Patrico Grant–Christopher Walter     | 21-15, 21-15 | Relatório |
| 28 jul | 17:00 | Sergio González –Nivaldo Díaz        | 2-0 | Patrico Grant–Christopher Walter     | 21-10, 21-14 | Relatório |
| 29 jul | 09:00 | Sergio González –Nivaldo Díaz        | 2-0 | Cristian Encarnación–Daniel Quiñones | 21-16, 21-14 | Relatório |

## Grupo C
|     |                                       |     | Jogos | Jogos | Jogos | Sets | Sets | Sets  | Pontos | Pontos | Pontos |
| Pos | Equipe                                | Pts | T     | V     | D     | V    | P    | R     | V      | P      | R      |
| --- | ------------------------------------- | --- | ----- | ----- | ----- | ---- | ---- | ----- | ------ | ------ | ------ |
| 1   | Luis Garcia–Andy Leonardo             | 6   | 3     | 3     | 0     | 6    | 0    | MAX   | 135    | 87     | 1.552  |
| 2   | Alex Medina–Víctor Castillo           | 5   | 3     | 2     | 1     | 4    | 2    | 2.000 | 128    | 115    | 1.113  |
| 3   | Matlo Faulkner–Tevin St Jean          | 4   | 3     | 1     | 2     | 2    | 4    | 0.500 | 97     | 111    | 0.874  |
| 4   | Benjamin Irvens–May Newbornson Glezil | 3   | 3     | 0     | 3     | 0    | 6    | 0.000 | 79     | 126    | 0.627  |

Resultados
| 28 jul | 09:00 | Luis Garcia–Andy Leonardo    | 2-0 | Benjamin Irvens–May Newbornson Glezil | 21-8, 21-14  | Relatório |
| 28 jul | 09:00 | Alex Medina–Víctor Castillo  | 2-0 | Matlo Faulkner–Tevin St Jean          | 21-19, 21-15 | Relatório |
| 28 jul | 15:00 | Luis Garcia–Andy Leonardo    | 2-0 | Matlo Faulkner–Tevin St Jean          | 21-13, 21-8  | Relatório |
| 28 jul | 16:00 | Alex Medina–Víctor Castillo  | 2-0 | Benjamin Irvens–May Newbornson Glezil | 21-17, 21-13 | Relatório |
| 29 jul | 12:20 | Matlo Faulkner–Tevin St Jean | 2-0 | Benjamin Irvens–May Newbornson Glezil | 21-13, 21-14 | Relatório |
| 29 jul | 12:20 | Luis Garcia–Andy Leonardo    | 2-0 | Alex Medina–Víctor Castillo           | 30-28, 21-16 | Relatório |

## Grupo D
|     |                                |     | Jogos | Jogos | Jogos | Sets | Sets | Sets  | Pontos | Pontos | Pontos |
| Pos | Equipe                         | Pts | T     | V     | D     | V    | P    | R     | V      | P      | R      |
| --- | ------------------------------ | --- | ----- | ----- | ----- | ---- | ---- | ----- | ------ | ------ | ------ |
| 1   | Daneil Williams–Daynte Stewart | 6   | 3     | 3     | 0     | 6    | 1    | 6.000 | 138    | 109    | 1.266  |
| 2   | Rubén Mora–Danny López         | 5   | 3     | 2     | 1     | 5    | 2    | 2.500 | 133    | 90     | 1.478  |
| 3   | Elwyn Oxley–Hugh Sealy         | 4   | 3     | 1     | 2     | 2    | 4    | 0.500 | 90     | 113    | 0.796  |
| 4   | Yahn Florent–Lincoln Riviere   | 3   | 3     | 0     | 3     | 0    | 6    | 0.000 | 77     | 126    | 0.611  |

Resultados
| 28 jul | 19:00 | Daneil Williams–Daynte Stewart | 2-0 | Yahn Florent–Lincoln Riviere | 21-16, 21-13        | Relatório |
| 28 jul | 20:00 | Rubén Mora–Danny López         | 2-0 | Elwyn Oxley–Hugh Sealy       | 21-6, 21-11         | Relatório |
| 29 jul | 10:40 | Daneil Williams–Daynte Stewart | 2-0 | Elwyn Oxley–Hugh Sealy       | 21-19, 21-12        | Relatório |
| 29 jul | 10:40 | Rubén Mora–Danny López         | 2-0 | Yahn Florent–Lincoln Riviere | 21-10, 21-9         | Relatório |
| 29 jul | 17:00 | Elwyn Oxley–Hugh Sealy         | 0-2 | Yahn Florent–Lincoln Riviere | 21-11, 21-18        | Relatório |
| 29 jul | 18:00 | Daneil Williams–Daynte Stewart | 2-1 | Rubén Mora–Danny López       | 21-18, 18-21, 15-10 | Relatório |

## Grupo E
|     |                                 |     | Jogos | Jogos | Jogos | Sets | Sets | Sets  | Pontos | Pontos | Pontos |
| Pos | Equipe                          | Pts | T     | V     | D     | V    | P    | R     | V      | P      | R      |
| --- | ------------------------------- | --- | ----- | ----- | ----- | ---- | ---- | ----- | ------ | ------ | ------ |
| 1   | Lombardo Ontiveros–Juan Virgen  | 6   | 3     | 3     | 0     | 6    | 0    | MAX   | 126    | 44     | 2.864  |
| 2   | Quinten Anthony–Gilbert Paulina | 5   | 3     | 2     | 1     | 4    | 2    | 2.000 | 103    | 95     | 1.084  |
| 3   | Nathan Dack–Casey Santamaria    | 4   | 3     | 1     | 2     | 2    | 4    | 0.500 | 85     | 109    | 0.780  |
| 4   | Miguel Lopez–Edward Peter       | 3   | 3     | 0     | 3     | 0    | 6    | 0.000 | 60     | 126    | 0.476  |

Resultados
| 28 jul | 10:40 | Lombardo Ontiveros–Juan Virgen | 2-0 | Quinten Anthony–Gilbert Paulina | 21-6, 21-13  | Relatório |
| 28 jul | 10:40 | Miguel Lopez–Edward Peter      | 0-2 | Nathan Dack–Casey Santamaria    | 13-21, 12-21 | Relatório |
| 29 jul | 09:00 | Lombardo Ontiveros–Juan Virgen | 2-0 | Nathan Dack–Casey Santamaria    | 21-3, 21-9   | Relatório |
| 29 jul | 09:50 | Miguel Lopez–Edward Peter      | 0-2 | Quinten Anthony–Gilbert Paulina | 8-21, 14-21  | Relatório |
| 29 jul | 15:00 | Nathan Dack–Casey Santamaria   | 0-2 | Quinten Anthony–Gilbert Paulina | 17-21, 14-21 | Relatório |
| 29 jul | 16:00 | Lombardo Ontiveros–Juan Virgen | 2-0 | Miguel Lopez–Edward Peter       | 21-7, 21-6   | Relatório |

## Grupo F
|     |                                             |     | Jogos | Jogos | Jogos | Sets | Sets | Sets  | Pontos | Pontos | Pontos |
| Pos | Equipe                                      | Pts | T     | V     | D     | V    | P    | R     | V      | P      | R      |
| --- | ------------------------------------------- | --- | ----- | ----- | ----- | ---- | ---- | ----- | ------ | ------ | ------ |
| 1   | Carlos Rangel "Charly"–José Gomez "Tigrito" | 6   | 3     | 3     | 0     | 6    | 0    | MAX   | 126    | 69     | 1.826  |
| 2   | Richard Smith–Víctor Alpizar                | 5   | 3     | 2     | 1     | 4    | 3    | 1.333 | 118    | 119    | 0.992  |
| 3   | Carlos Escobar "Tato"–David Vargas "Pepe"   | 4   | 3     | 1     | 2     | 3    | 5    | 0.600 | 123    | 150    | 0.820  |
| 4   | Joshua Dwarkasing–Keven Sporkslede          | 3   | 3     | 0     | 3     | 1    | 6    | 0.167 | 108    | 137    | 0.788  |

Resultados
| 28 jul | 11:30 | Richard Smith–Víctor Alpizar       | 2-0 | Joshua Dwarkasing–Keven Sporkslede | 21-16, 21-18       | Relatório |
| 28 jul | 12:20 | Carlos Escobar "Tato"–David "Pepe" | 0-2 | Carlos "Charly"–José "Tigrito"     | 11-21, 16-21       | Relatório |
| 29 jul | 11:30 | Richard Smith–Víctor Alpizar       | 0-2 | Carlos "Charly"–José "Tigrito"     | 9-21, 9-21         | Relatório |
| 29 jul | 11:30 | Carlos Escobar "Tato"–David "Pepe" | 2-0 | Joshua Dwarkasing–Keven Sporkslede | 21-15, 21-9        | Relatório |
| 29 jul | 20:00 | Richard Smith–Víctor Alpizar       | 2-1 | Carlos Escobar "Tato"–David "Pepe" | 22-24, 21-9, 15-10 | Relatório |

## Pré quartas de final
Resultados
| 30 jul | 11:00 | Richard Smith–Víctor Alpizar       | 2-0 | Alex Medina–Víctor Castillo           | 22-20, 21-9         | Relatório |
| 30 jul | 12:00 | Lombardo Ontiveros–Juan Virgen     | 2-0 | Cristian Encarnación–Daniel Quiñones  | 21-13, 21-12        | Relatório |
| 30 jul | 10:00 | Carlos "Charly"–José "Tigrito"     | 2-0 | Shawn Seabrookes–St Clair Hodge       | 21-6, 21-17         | Relatório |
| 30 jul | 10:00 | Quinten Anthony–Gilbert Paulina    | 0-2 | Rubén Mora–Danny López                | 9-21, 8-21          | Relatório |
| 30 jul | 11:00 | Joshua Dwarkasing–Keven Sporkslede | 2-0 | Benjamin Irvens–May Newbornson Glezil | 21-14, 21-14        | Relatório |
| 30 jul | 12:00 | Miguel Lopez–Edward Peter          | 1-2 | Yahn Florent–Lincoln Riviere          | 21-17, 12-21, 10-15 | Relatório |

## Quartas de final
Resultados
| 30 jul | 20:00 | Johan Murray–Jorge Luis Manjarrés | 2-0 | Richard Smith–Víctor Alpizar   | 21-16, 23-21 | Relatório |
| 30 jul | 20:00 | Daneil Williams–Daynte Stewart    | 0-2 | Lombardo Ontiveros–Juan Virgen | 11-21, 14-21 | Relatório |
| 30 jul | 15:00 | Luis Garcia–Andy Leonardo         | 0-2 | Carlos "Charly"–José "Tigrito" | 13-21, 12-21 | Relatório |
| 30 jul | 16:00 | Sergio González –Nivaldo Díaz     | 2-0 | Rubén Mora–Danny López         | 21-12, 21-17 | Relatório |

## Posições inferiores
Resultados
| 30 jul | 15:00 | Juan Menjivar–Kevin Flores       | 0-2 | Joshua Dwarkasing–Keven Sporkslede | 13-21, 18-21 | Relatório |
| 30 jul | 16:00 | Elwyn Oxley–Hugh Sealy           | 2-0 | Nathan Dack–Casey Santamaria       | 21-15, 21-15 | Relatório |
| 30 jul | 15:00 | Matlo Faulkner–Tevin St Jean     | 0-2 | Carlos "Tato"–David "Pepe"         | 15-21, 16-21 | Relatório |
| 30 jul | 16:00 | Patrico Grant–Christopher Walter | 2-0 | Yahn Florent–Lincoln Riviere       | 21-8, 21-12  | Relatório |

## Pré classificação do 9° ao 12° lugares
Resultados
| 31 jul | 15:00 | Juan Menjivar–Kevin Flores   | 2-1 | Nathan Dack–Casey Santamaria | 20-22, 21-16, 15-4 | Relatório |
| 31 jul | 16:00 | Matlo Faulkner–Tevin St Jean | 2-0 | Yahn Florent–Lincoln Riviere | 21-12, 21-18)      | Relatório |

## Pré classificação do 5° ao 8° lugares
Resultados
| 31 jul | 14:00 | Carlos "Tato"–David "Pepe"         | 1-2 | Patrico Grant–Christopher Walter | 21-10, 20-22, 9-15 | Relatório |
| 31 jul | 14:00 | Joshua Dwarkasing–Keven Sporkslede | 2-0 | Elwyn Oxley–Hugh Sealy           | (21-19, 21-12)     | Relatório |

## Classificação do 9° ao 12° lugares
Resultados
| 31 jul | 15:00 | Alex Medina–Víctor Castillo       | 0-2 | Cristian Encarnación–Daniel Quiñones | 21-23, 15-21 | Relatório |
| 31 jul | 16:00 | Shawn Seabrookes–St Clair "Penny" | 2-0 | Quinten Anthony–Gilbert Paulina      | 21-13, 21-14 | Relatório |

## Classificação do 5° ao 8° lugares
Resultados
| 31 jul | 18:00 | Richard Smith–Víctor Alpizar | 2-0 | Daneil Williams–Daynte Stewart | 23-21, 21-14        | Relatório |
| 31 jul | 19:00 | Luis Garcia–Andy Leonardo    | 1-2 | Rubén Mora–Danny López         | 19-21, 21-17, 13-15 | Relatório |

## Semifinais
Resultados
| 31 jul | 20:00 | Johan Murray–Jorge Luis Manjarrés | 0-2 | Lombardo Ontiveros–Juan Virgen | 19-21, 16-21 | Relatório |
| 31 jul | 17:00 | Carlos "Charly"–José "Tigrito"    | 0-2 | Sergio González–Nivaldo Díaz   | 13-21, 19-21 | Relatório |

## Vigésimo primeiro lugar
Resultados
| 1 Ago | 14:00 | Benjamin Irvens–May Newbornson Glezil | 2-0 | Miguel Lopez–Edward Peter | 21-0, 21-0 | Relatório |

## Décimo nono lugar
Resultados
| 1 Ago | 15:00 | Nathan Dack–Casey Santamaria | 1-2 | Yahn Florent–Lincoln Riviere | 21-10, 10-21, 4-15) | Relatório |

## Décimo sétimo lugar
Resultados
| 1 Ago | 15:00 | Juan Menjivar–Kevin Flores | 1-2 | Matlo Faulkner–Tevin St Jean | 19-21, 21-19, 12-15) | Relatório |

## Décimo quinto lugar
Resultados
| 1 Ago | 17:00 | Joshua Dwarkasing–Keven Sporkslede | 0-2 | Patrico Grant–Christopher Walter | 0-21, 0-21 | Relatório |

## Décimo terceiro lugar
Resultados
| 1 Ago | 14:00 | Elwyn Oxley–Hugh Sealy | 1-2 | Carlos "Tato"–David "Pepe" | 21-16, 17-21, 9-15 | Relatório |

## Décimo primeiro lugar
Resultados
| 1 Ago | 18:00 | Alex Medina–Víctor Castillo | 2-0 | Quinten Anthony–Gilbert Paulina | 1-11, 21-19 | Relatório |

## Nono lugar
Resultados
| 1 Ago | 19:00 | Cristian Encarnación–Daniel Quiñones | 2-0 | Shawn Seabrookes–St Clair "Penny" | 21-12, 21-14 | Relatório |

## Sétimo lugar
Resultados
| 1 Ago | 20:00 | Daneil Williams–Daynte Stewart | 0-2 | Luis Garcia–Andy Leonardo | 18-21, 17-21 | Relatório |

## Quinto lugar
Resultados
| 1 Ago | 18:00 | Richard Smith–Víctor Alpizar | 0-2 | Rubén Mora–Danny López | 14-21, 18-21 | Relatório |

## Terceiro lugar
Resultados
| 1 Ago | 19:00 | Johan Murray–Jorge Luis Manjarrés | 2-0 | Carlos "Charly"–José "Tigrito" | 21-18, 21-19 | Relatório |

## Final
Resultados
| 1 Ago | 20:00 | Lombardo Ontiveros–Juan Virgen | 1-2 | Sergio González –Nivaldo Díaz | 21-23, 21-18, 13-15 | Relatório |